# Tele i hverdagen
|  | Denne artikel er oprettet af botten Steenthbot ud fra en ekstern database. Den kan derfor have sproglige fejl eller mangler. Denne skabelon kan fjernes efter kontrol af indholdet. |

Tele i hverdagen er en dansk oplysningsfilm fra 1986 instrueret af Werner Hedman efter eget manuskript.

## Medvirkende
- Ole Tage Hartmann
- Lis Hartmann